# Cheiloneurus latiscapus
Cheiloneurus latiscapus is een vliesvleugelig insect uit de familie Encyrtidae. De wetenschappelijke naam is voor het eerst geldig gepubliceerd in 1916 door Girault.